# Delespaul-Havez
Pour les articles homonymes, voir Delespaul et Havez.
Delespaul-Havez est une entreprise de chocolaterie et confiserie fondée en 1848 à Lille, dans le département français du Nord. L'entreprise crée dans son usine située à Marcq-en-Barœul, commune limitrophe de Lille, le célèbre Carambar en 1954.

## Historique
Contemporaine de Poulain, la marque est créée en 1848 par Henri Victor Delespaul, né le 20 août 1817 à Lille, et son épouse Amélie Angélique Joseph Havez, née le 27 juillet 1820 à Faches-Thumesnil. Établi à Lille, le couple fabrique des dragées et des bonbons au chocolat. Sans héritier, ils céderont l'affaire en 1893 à Hector Franchomme et Fauchille.
C'est à Marcq-en-Barœul que l'entreprise entame une nouvelle vie. Au nombre de ses grands succès, le fameux Carambar. La légende veut qu'une machine se soit déréglée lors d'un mélange de cacao et de caramel, il en sortit alors une barre de caramel... Du CARAMel en BARre ! Il en coûtait à l'époque 5 anciens francs  et avec les points D.H. on pouvait gagner, entre autres, des petites voitures ou d'autres objets. L'échange entre les points D.H. se faisait dans une petite salle, à l'entrée de l'usine de Marcq-en-Baroeul, située dans le quartier du Pont.
Dans les mains de la Générale Alimentaire en 1965, l'entreprise fusionne en 1972 avec La Pie Qui Chante.

## Histoire de la chocolaterie Delespaul-Havez
La chocolaterie Delespaul-Havez est une des plus anciennes maisons de France, pour la fabrication des chocolats et de la confiserie.
Elle fut fondée, en 1848, par M. Delespaul-Havez, qui s'était spécialisé dans la fabrication des dragées et des bonbons au chocolat. Les ateliers occupaient les divers étages d'une maison située à Lille, face à l'ancien théâtre, près du Passage parisien et qui avait pour enseigne « Au Parrain généreux ». Les affaires prospérèrent rapidement depuis 1848, M.Delespaul-Havez agrandit ses ateliers et entreprit la fabrication des chocolats en tablettes.
Au moment de l'agrandissement de la ville de Lille, les immeubles furent expropriés pour le percement de la rue Faidherbe actuelle. Monsieur Delespaul transféra ses ateliers rue Nationale où il installa une usine de chocolat et confiserie qui connut une prospérité croissante.

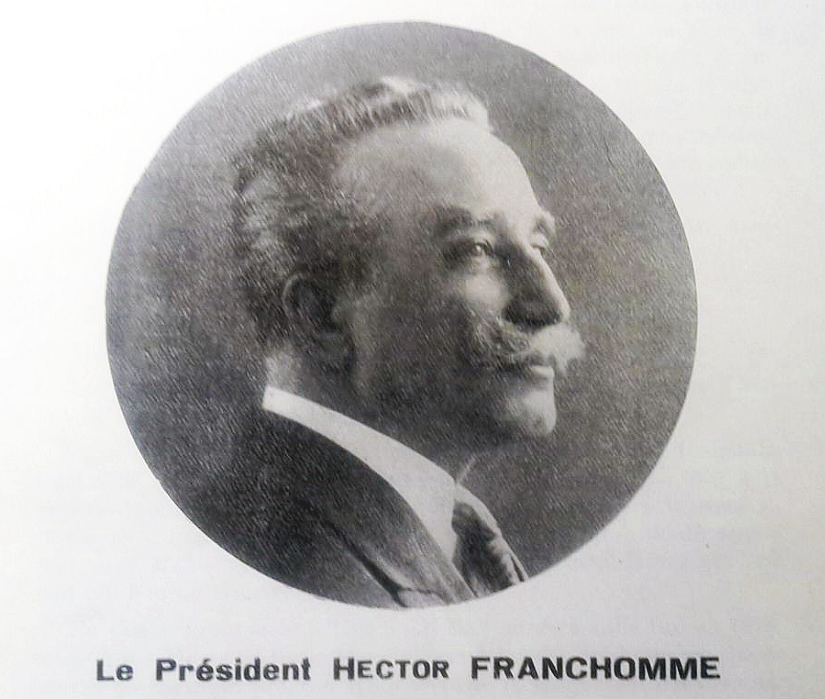
Hector Franchomme (1860-1939)

En 1893, MM. Franchomme et Fauchille reprirent l'exploitation et donnèrent à cette entreprise un essor considérable. En 1899, devant le développement de leur production, ils transférèrent leurs ateliers dans l'usine actuelle située à Marcq-en-Barœul, commune limitrophe de Lille, où, à côté des branches de chocolaterie, de confiserie et de dragée, ils adjoignirent la fabrication des biscuits et des pains d'épices, puis plus tard, des pâtes alimentaires.
Cette usine, dévastée pendant la guerre 1914-1918, fut incendiée en 1922, reconstruite sur des plans modernes ; elle a été la plus importante chocolaterie de la région au nord de Paris.
L'usine va connaitre en 1936, lors du grand mouvement de grève ouvrière dans le contexte du Front populaire, une grève peu commune avec occupation des locaux. Le débrayage débute le 6 juin 1936, avec pour principale revendication, l'alignement des salaires sur la moyenne départementale de la profession, ce qui était loin d'être le cas. La signature des Accords Matignon deux jours plus tard n'a pas d'incidence, la grève continue. Le 3 juillet, les 650 salariés, constatant que les stocks de denrées risquent de se détériorer, alors que le patron Hector Franchomme demeure inflexible, décident de relancer la production ((biscuits, petits pains, chocolat) au profit de la caisse de grève. Cette action est considérée comme une préfiguration de ce qui va devenir quarante ans plus tard, la célèbre Affaire Lip. Le 24 juillet, M. Franchomme cède et accepte de signer un accord répondant à la revendication des ouvriers.
La renommée de la marque Delespaul-Havez réside dans le soin apporté à la sélection des matières premières, à la régularité de sa fabrication et à la qualité de tous ses articles, ce qui lui valut de nombreuses récompenses, aux diverses expositions : exposition du Havre en 1868, expositions de Beauvais en 1869, de Paris en 1896, de Bruxelles en 1897, Grand Prix à l'exposition de Lille en 1897, hors concours à l'Exposition universelle de 1900 à Paris et aux expositions de Lille en 1902, d'Arras en 1904, de Liège en 1905, de Tourcoing en 1906, de Lille en 1907, de Londres en 1908, de Bruxelles en 1910, de Roubaix en 1911, de Strasbourg en 1919, etc., jusqu'aux Grand Prix obtenus aux expositions internationales d'Anvers et de Liège en 1930.
La fabrication journalière de ses différents produits a marqué une progression constante : les 2 000 kg fabriqués par jour en 1890 passèrent successivement à : 6 000 kg en 1900, 9 000 kg en 1910, 18 000 kg en 1920, 26 000 kg en 1928, 28 000 kg en 1930, pour arriver à 37 000 kg par jour en 1950.
Pour assurer une telle fabrication, 750 ouvriers et employés travaillent dans ces établissements aux différentes branches de cette industrie : chocolat en tablettes, à cuire et à croquer, cacao, fantaisies en chocolat, confiserie de chocolat, bonbons de chocolat fin, dragées, fondants, caramels, gommes, bonbons acidulés, biscuits, pains d'épices et pâtes alimentaires."

## Marques de fabrique
Excepté le Carambar, les marques Laitta, Corona, Morico et Suzy sont cédées en 1976 à Baryse-Delespaul, société spécialisée dans la sucrerie-confiserie, pour rejoindre provisoirement le cimetière des marques.
Elles sont cédées à la chocolaterie Frabel à Halluin, dirigée par la famille Motte en 1993. La marque Laitta portera la gamme des tablettes et bâtons de chocolat fabriqués à nouveau à Halluin. La marque Delespaul portera la gamme des guimauves et souris caramel enrobées de chocolat.
En 1999, la famille Motte cède l'entreprise à la S.E.C. (société européenne de confiserie) qui ne poursuivra pas le développement du chocolat après 2003. La S.E.C. est vendue à Verquin en 2009.

## Spécialités et publicités
Chocolat Delespaul-Havez : à cuire, en tablettes de 250 grammes contenant chacune une photo. Aliment nourrissant et économique. Sa qualité exceptionnelle pour un prix modique en fait le meilleur déjeuner[réf. nécessaire].
Chocolat Corona Delespaul-Havez : en tablettes de 200 g et 100 g, contenant chacune une photo. Son raffinage parfait et le choix des cacaos entrant dans sa composition en font un chocolat tonique, savoureux et parfumé. Le premier apprécié et toujours le meilleur des chocolats à croquer[réf. nécessaire].
Chocolat Laitta Delespaul-Havez :en tablettes de 200 g et 100 g, contenant chacune une photo. Le plus onctueux des chocolats au lait, d'une qualité exceptionnelle pour son prix[réf. nécessaire].
Chocolat Perle d'or Delespaul-Havez : fondant, lait, lait et noisettes, en tablettes de 200 g et 100 g, contenant chacune une photo. La sélection des cacaos employés et la richesse du lait[réf. nécessaire] donnent à ces chocolats un goût très spécial et très riche, fort apprécié des connaisseurs.
Les photos offertes avec les spécialités Delespaul-Havez permettaient de remplir des albums photographiques :
- Album no 1 : Algérie - Tunisie - Maroc - Indochine - Égypte - Syrie-Terre Sainte
- Album no 2 : Espagne - Grèce - Italie - Turquie
- Album no 3 : États-Unis d'Amérique - Japon - Canada
- Album no 4 : L'Australie - La Suisse
- Album no 5 : La Grande-Bretagne - Le Brésil
- Album no 6 : Autriche - Norvège
- Album no 7 : Belgique - Inde

Omer Boucquey a réalisé deux dessins animés publicitaires pour l'entreprise.
L'entreprise a disparu depuis 1976. Les spécialités et les publicités sont données à titre d'illustration du sujet.